# Sauris curvicosta
Sauris curvicosta är en fjärilsart som beskrevs av Louis Beethoven Prout 1928. Sauris curvicosta ingår i släktet Sauris och familjen mätare. Inga underarter finns listade.